# Piano-bar
Un piano bar, également appelé piano lounge, désigne un piano ou un clavier électronique joué par un musicien professionnel dans un débit de boisson. En français le terme désigne également l'établissement lui-même. 

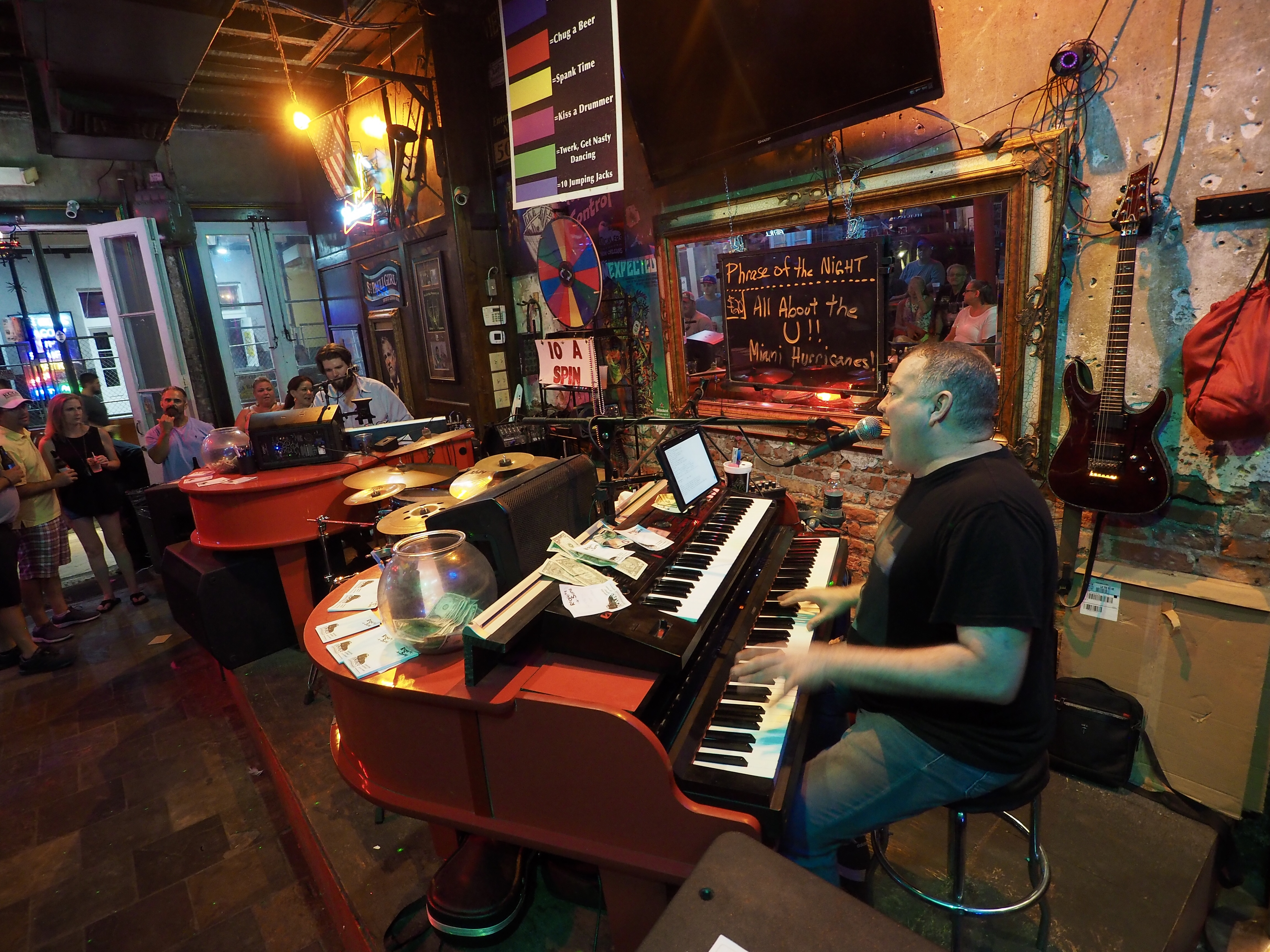
Un piano-bar à la Nouvelle-Orléans en 2018

## Description
Les piano-bars peuvent être situés dans un salon à cocktails  un bar, le hall d'un hôtel, le hall d'un immeuble de bureaux, un restaurant ou sur un bateau de croisière.  Habituellement, le pianiste reçoit un petit salaire plus des pourboires dans un pot ou un panier sur ou à proximité du piano, en particulier de la part des clients qui demandent une chanson spécifique, demande traditionnellement communiquée au musicien écrite sur une serviette à boisson. Certains piano bars disposent d'un petit piano à queue, d'un piano à queue entouré de tabourets pour les clients, d'un piano droit ou d'un piano numérique entouré d'un meuble ressemblant à un piano à queue. D'autres disposent d'un bar entourant le piano ou le clavier[réf. souhaitée].

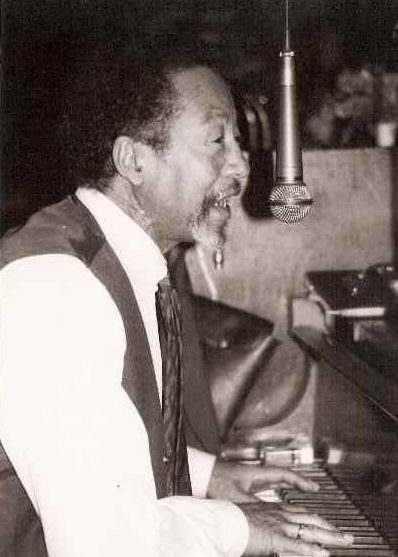
Cab Kaye au piano-bar à Amsterdam en 1981

L'historien du théâtre John Kenrick décrit le piano-bar comme cela :
« Un piano-bar est une créature hybride : en partie espace de spectacle, en partie salon, en partie croisière-o-thon et en partie salon. Le bar est là pour vendre des boissons, le pianiste est là pour jouer et la foule est là pour chanter, écouter, boire et socialiser. Tout cela fait qu'il est impossible de prédire quelle sera l'alchimie d'une soirée donnée, même si la plupart des personnes présentes sont des clients réguliers... Si chaque facteur compte, le plus important reste la personne au piano. Le pianiste détermine le type de musique, le style de performance et le ton général de la soirée.... Le joueur de piano-bar expérimenté sait prendre le contrôle de presque toutes les situations et, en général, faire durer la fête. »

Le compositeur minimaliste américain Terry Riley, qui a travaillé comme pianiste de cocktail lorsqu'il était plus jeune, a proposé plus tard cette vision « religieuse » de la profession 
« Ayant travaillé pendant des années comme lézard de salon, j'ai été frappé par l'idée que le pianiste de cocktail est désigné pour diriger son rituel de chants urbains en groupe sur les thèmes de l'amour et de l'existence - une sorte de guérisseur au piano d'autel omniprésent. , entouré de sa tribu arrosée sirotant des sacrements dans le cercle de notre misère commune. »

## Types
- Si vous ne connaissez pas le sujet, laissez ce bandeau (vous pouvez alors contacter les auteurs).
- Si vous supprimez le contenu mis en cause (vous pouvez préalablement contacter les auteurs),

argumentez précisément cette suppression dans la page de discussion
(un manque de référence n'est pas un argument ; une recherche réelle de référence doit avoir été effectuée, être formellement documentée).

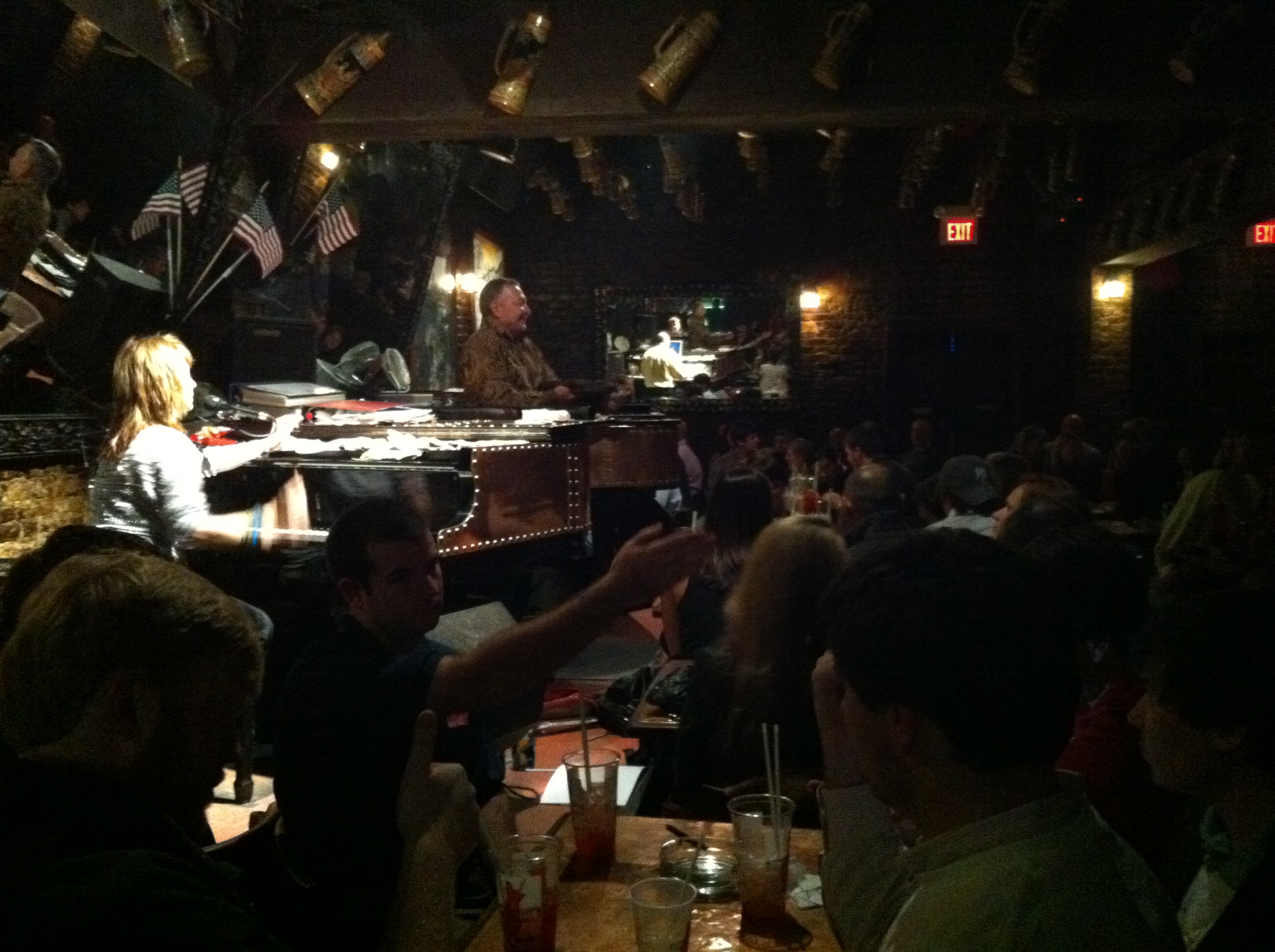
Piano-bar chez Pat O'Brien's, quartier français, Nouvelle-Orléans.

Il existe plusieurs types de pianos-bars :
- Instrumental uniquement : le pianiste/claviériste professionnel joue de la musique strictement instrumentale, qui est généralement du classique, du jazz ou du easy listening ; ce type de piano-bar se trouve souvent dans les salons du hall d’hôtel ou dans les restaurants gastronomiques et les bars haut de gamme.
- Seul le musicien chante : le pianiste/claviériste professionnel chante avec son accompagnement, généralement au micro , mais aucun autre chanteur n'est généralement autorisé.
- Musicien et serveurs chantent : le musicien professionnel chante et invite également les serveurs à chanter des solos. Dans ce type de bar, les serveurs sont sélectionnés pour leurs compétences à la fois en matière de service et de chant.
- Chantez en accompagnement : les clients autour du piano/clavier chantent en groupe, généralement sans microphone, préférant souvent les standards , les airs de spectacle , la pop et le rock . C'est « un lieu social pour chanter ».
- Pianos de duel : généralement sur scène avec deux pianos à queue, chacun joué par un joueur professionnel qui chante et divertit ; l'humour et la participation du public sont importants. Habituellement, ces bars disposent d'un système de sonorisation important et la plupart des chansons interprétées sont du rock and roll , du rock classique , du Top 40 , du R&B ou de la country , parfois jouées sur demande. Le format est basé sur des divertissements de piano en duel proposés au Pat O'Brien's Bar à la Nouvelle-Orléans, en Louisiane.
- Micro ouvert : des clients individuels chantent (au micro) en accompagnement du musicien professionnel ; à certains égards, ce type de piano-bar ressemble au karaoké , sauf que la musique est live et dynamique, et qu'il n'y a généralement pas de paroles disponibles (bien que certains musiciens de piano-bar fournissent des paroles) ; comme le karaoké, les chansons interprétées peuvent couvrir une gamme large et éclectique (airs de spectacle , standards des années 1920, jazz , country, R&B, rock'n'roll, blues, folk , soul , disco , hip-hop , etc.) ; les chanteurs patrons sont généralement appelés au micro dans un ordre tournant ; souvent, chaque chanteur a droit à deux ou trois chansons à chaque fois qu'il est appelé à se produire.
- Combinaison : certains piano-bars reprennent les caractéristiques de deux ou plusieurs des éléments ci-dessus, soit lors de soirées différentes, soit combinés lors d'une même soirée.
- One-man band : Le musicien utilise un clavier électronique équipé d'une fonction d'accompagnement intégrée et de séquenceurs musicaux pour émuler les sons d'un groupe live, généralement au format MIDI . Il est principalement populaire en Europe et en Asie , jouant souvent de la musique populaire régionale.

## Récompenses
Aux États-Unis, la Manhattan Association of Cabarets & Clubs décerne chaque année plusieurs prix, MAC Awards , pour les artistes de piano-bar : instrumentiste de piano-bar, instrumentiste de restaurant/salon d'hôtel, interprète de piano-bar/restaurant – hommes et femmes.

## Interprètes notables du piano bar
Jimmy Durante a commencé comme joueur de piano-bar, tout comme Billy Joel . Le tube classique de Joel, " Piano Man ", est basé sur ses expériences en tant que joueur de piano-bar. Le ténor italien Andrea Bocelli jouait également dans des piano-bars pour payer des cours de chant.